# Anne-Bärbel Köhle
Anne-Bärbel Köhle (* 25. November 1962) ist eine deutsche Autorin, Journalistin und Chefredakteurin im Wort & Bild Verlag. Sie ist verheiratet, hat zwei Söhne und einen Stiefsohn. 

## Ausbildung
Köhle studierte Journalistik, Geschichte, Soziologie und Politik an der Ludwig-Maximilians-Universität München und absolvierte  eine Redakteursausbildung an der Deutschen Journalistenschule in München. An der Fachhochschule Trier. ließ sie sich zur Wirtschaftsmediatorin ausbilden. 2018/19 war sie Teilnehmerin am Digital Journalism Fellowship der Hamburg Media School und von Facebook.

## Beruflicher Werdegang
Von 1988 bis 1992 arbeitete Köhle als freie Korrespondentin in London. Anschließend wechselte sie zur Abendzeitung München und war zunächst im Ressort Nachrichten und von 1995 bis 1997 im Ressort Chef vom Dienst tätig.  Nach einer Zeit als freie Autorin ging sie 2000 erst zur Zeitschrift Freundin Wellfit wo sie nach Textchefin später Chefreporterin wurde. 2004 wurde sie Chefredakteurin von Baby und Familie im Wort & Bild Verlag, dem sie ab 2007 als Beraterin zur Verfügung stand. 2015 übernahm sie als Chefredakteurin im Wort & Bild Verlag zunächst  das Patientenmagazin Hausarzt und im Folgejahr die Chefredaktion des Diabetes Ratgebers. Seit 2023 ist sie im Wort & Bild Verlag Chefredakteurin einer App-Neuentwicklung zum Thema digitale Gesundheitskompetenz. 
Neben der redaktionellen Arbeit lehrt sie als Dozentin an der Deutschen Journalistenschule, der Akademie der Bayerischen Presse und am Institut für Deutsche Sprache in Bozen und schreibt Sachbücher, die in mehreren Sprachen übersetzt werden.

## Werke (Auswahl)
- 1998: So schläft ihr Kind durch,  Econ, München, ISBN 978-3-612-20611-4
- 1998: Hexenkraft: Macht und Magie der weisen Frauen heute, zusammen mit Anja Malanowski, Knaur, München
- 1998: Wut lass nach! Kreativer Umgang mit einem starken Gefühl, Kreuz, Zürich#
- 1998: Potenz aus dem Labor: die Erektionspille Viagra, zusammen mit Hans Haltmeier, Rowohlt, Hamburg
- 2013: Das Dalai-Lama-Prinzip für Paare, Goldmann, München
- 2015: Das Dalai-Lama-Prinzip für Eltern, Mosaik, München
- 2020: Diagnose Diabetes: Stark mit Typ 2, zusammen mit Andreas Baum, Wort & Bild, Baierbrunn